# Мехмед VI

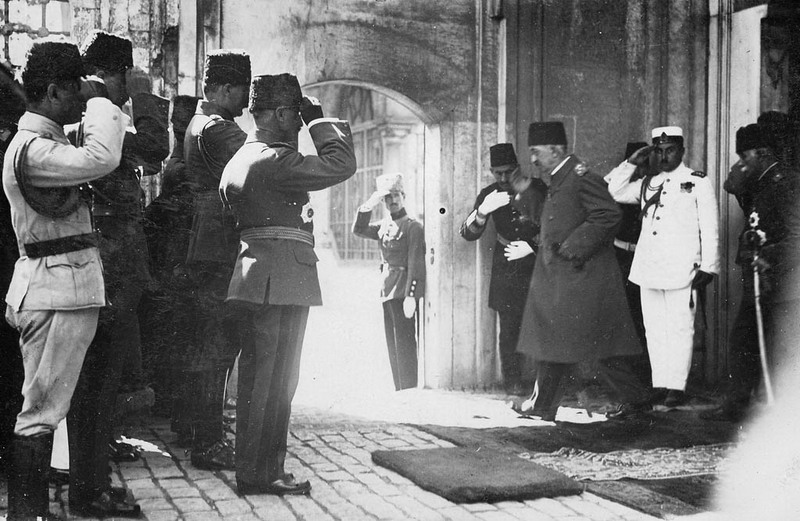
Від'їзд, 1922

Мехме́д VI Вагідедді́н (14 січня 1861 — 16 травня 1926) — османський султан (1918–1922).

## Життєпис
За Мехмеда VI Османська імперія спільно з іншими країнами Четверного союзу 19.1.(1.2)1918 визнала незалежність Української Народної Республіки і 27.1 (9.2) 1918 уклала з нею Берестейський мир 1918.
22.8.1918 дипломатичний представник уряду султана у Відні Гусейн Гільні-паша вручив українському послу в Австро-Угорській імперії ратифікаційні грамоти Берестейського миру.
В період правління Мехмеда VI в Османській імперії діяли українські дипломатичні місії на чолі з М. Суковкіним (представник Української Держави) та О. Лотоцьким (представник УНР періоду Директорії УНР). У Києві представниками Османської імперії були: посол Ахмед Мухтар-бей Моллаогли і генеральний консул Ахмед Феріт Тек.
1 листопада 1922 Великі національні збори Туреччини (ВНЗТ) ухвалили закон про розділення султанату та халіфату, при цьому султанат скасовувався. Так закінчилася більш ніж шестивікова історія Османської імперії.
16 листопада 1922 Мехмед VI, що формально ще залишався халіфом, звернувся до британської військової влади з проханням вивезти його із Константинополя. 17 листопада він покинув Константинополь на борту британського лінкора «Малайя», який доставив його на Мальту. Через день після цього Великі національні збори Туреччини позбавили Мехмеда VI Вагідеддіна титулу халіфа.
У 1923 колишній султан вчинив паломництво в Мекку, пізніше жив в Королівстві Італія.
Помер в Сан-Ремо у 1926. Похований у Дамаску.